# Гаубальд Регенсбургский
Гаубальд Регенсбургский (нем. Gaubald von Regensburg), также Беат (лат. Beatus); около 700—23 декабря 761, Регенсбург) — блаженный, первый официальный епископ Регенсбургской епархии.

## Биография
Рукоположён в епископа Регенсбургского святым Бонифацием в 739 году. До него в Регенсбурге также были епископы, но они имели назывались «странствующими», поскольку не имели конкретной епископской кафедры. Одновременно Гаубальд исполнял обязанности настоятеля-аббата местного монастыря Святого Эммерама. В 740 году святой Гаубальд перенёс мощи святого Эммерама в крипту вновь построенного собора Святого Эммерама — одноимённого аббатства в Регенсбурге.
Гаубальд умер 23 декабря 761 года и его мощи покоятся под спудом у входа в крипту святого Рамбольда в соборе Святого Эммерата.